# Albert II. Krummendiek

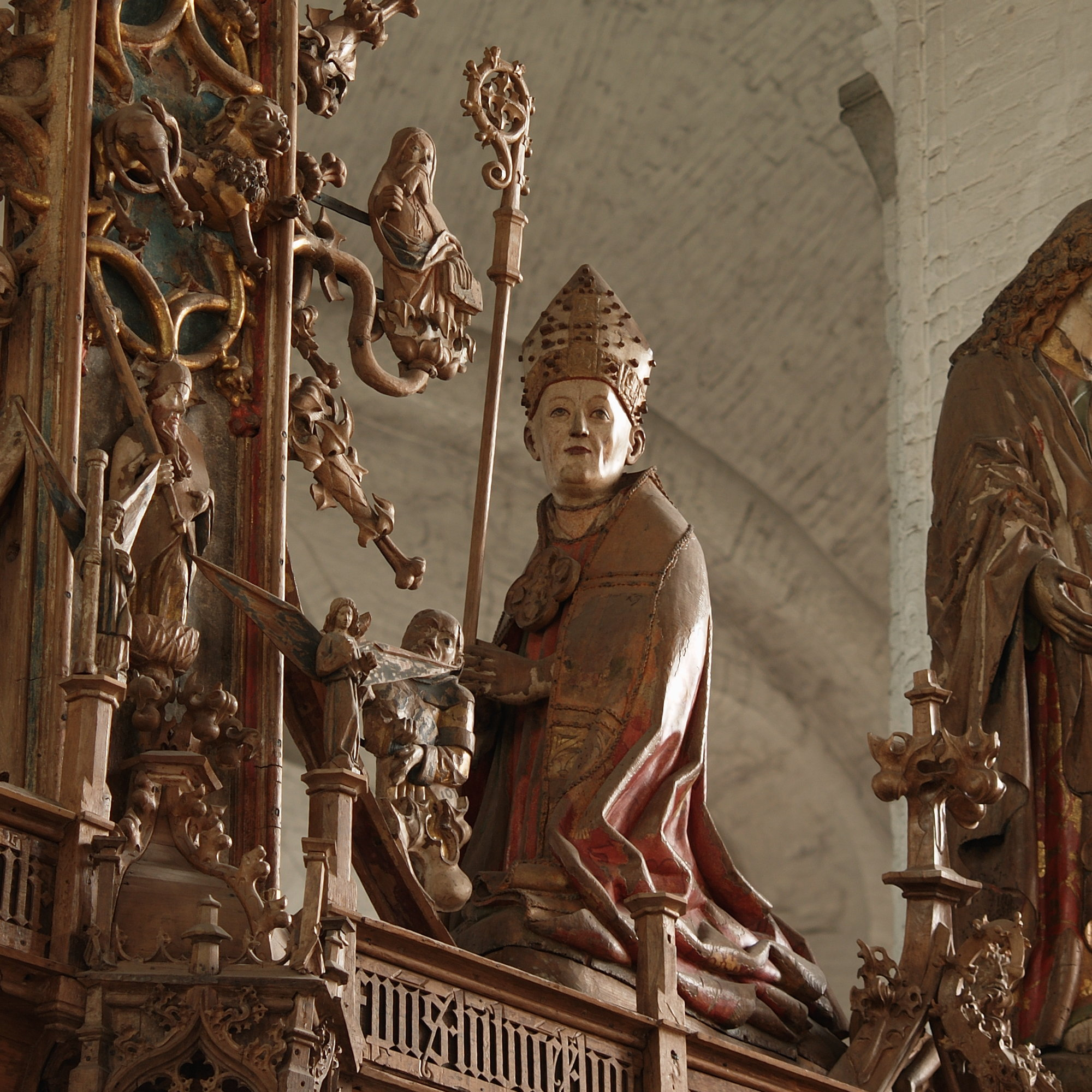
Albert II. Krummendiek (1477)

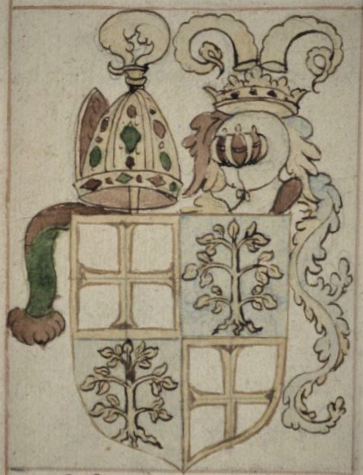
Bischofswappen Albert II. Krummendieks, aus der Rehbein-Chronik

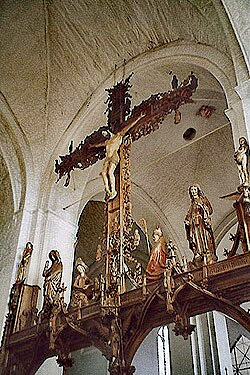
Triumphkreuz im Dom mit Figur Alberts rechts neben dem Kreuz kniend

Albert Krummendiek, auch Krummediek, (* 1417 oder 1418; † 27. Oktober 1489 in Kaltenhof) war als Albert II. 1466 bis 1489 Bischof von Lübeck.

## Biografie
Krummendiek stammte aus der schleswig-holsteinischen Uradels-Familie (Equites Originarii) von Krummendiek und verfügte verwandtschaftlich über ausgezeichnete Verbindungen zum dänischen Königshaus und zu König Christian I. Er studierte ab 1441 an der Universität Leipzig und ab 1443 an der Universität Rostock. Ab 1454 war er Domherr in Lübeck. Aufgrund seiner mehrjährigen Tätigkeit als Notar an der Rota Romana hatte er auch gute Verbindungen zum Vatikan. 1462 war er in Zusammenhang mit dem Lüneburger Prälatenkrieg im Auftrag der Stadt Lüneburg in diplomatischer Mission in Rom.
Als Bischof stiftete er aus eigenen, aber geliehenen Mitteln das 1477 errichtete Triumphkreuz von Bernt Notke für den Lübecker Dom. Die Kosten betrugen 2.000,- Mark lübisch. Krummendiek ist unter den Skulpturen auf dem Triumphkreuz als Stifter mit dargestellt. Die Maria Magdalena soll einer späteren, antikatholischen Sage nach seine Geliebte darstellen. Seine Privatfinanzen erholten sich von dieser großzügigen Stiftung zeitlebens nicht.
Er gab das erste gedruckte Messbuch für das Bistum Lübeck (Missale Lubicense) in Auftrag, das 1486 bei Matthäus Brandis in Lübeck erschien. Das ebenfalls in Auftrag gegebene Stundenbuch (Breviarium Lubicense) für das Bistum erschien erst nach seinem Tod bei Georg Stuchs in Nürnberg.

## Werke
- Kleine Chronik über die Handlungen und Thaten der Bischöfe zu Aldenburg und Lübeck bis auf B. Arnold. 1476, abgedruckt bei Meibom, Scriptt. rerum Germanicar. T. 2 p. 391 sqq. Vgl. über ihn deren Fortsetzung ebd. S. 403 ff.
- Rechenschaftsbericht 1462 (Autograph: Lüneburg, Stadtarchiv, S8a 21a)[4]

Ausgabe: Dieter Brosius: Eine Reise an die Kurie im Jahre 1462. Der Rechenschaftsbericht des Lübecker Domherrn Albert Krummediek. In: Quellen und Forschungen aus italienischen Archiven und Bibliotheken 58 (1978) S. 419–439, Digitalisat.